# Kup europskih prvaka 1991./1992. (vaterpolo)
Kup europskih prvaka u vaterpolu u sezoni 1991/92.

## Četvrtzavršnica
- 1. utakmice

 Spandau –  CSKA 15:9

 Vougliameni –  Polar Bears 8:6

 Jadran Koteks -  Barcelona 12:7

 Steaua –  Savona 10:12
- uzvrati

 CSKA -  Spandau 9:7

 Polar Bears -  Vougliameni 18:10

 Barcelona -  Jadran Koteks 11:11

 Savona -  Steaua 14:8

## Poluzavršnica
- 1. utakmice

 Polar Bears  –  Jadran Koteks 11:9; 6:9 

 Spandau –  Savona 13:11
- uzvrati

 Jadran Koteks -  Polar Bears 9:6

 Savona -  Spandau 13:10

## Završnica
U završnici su se susreli hrvatski prvak "Jadran" i talijanski prvak Savona.
- 1. utakmica

 Savona -  Jadran Koteks 12:10
- uzvrat, 29. veljače

Trst.
 Jadran Koteks -  Savona 11:8
Jadran: Renco Posinković, Ognjen Kržić, Perica Bukić, Anto Vasović, Albert Nardelli, Renato Vrbičić, Mislav Bezmalinović, Dubravko Šimenc, Joško Kreković, Mario Budimir, Danko Duhović, Dejan Savićević, Vladimir Moćan i Ante Bratić

Trener: Neven Kovačević
Pomoćni trener: Željko Jozipović
Europski prvak postao je hrvatski prvak Jadran Koteks. Jadran nije nijednu svoju domaću utakmicu igrao kod kuće u Splitu, nego u Italiji, u Trstu, uključujući i uzvrat završnice protiv talijanskog prvaka.